# La Gorgue
La Gorgue é uma comuna francesa na região administrativa de Altos da França, no departamento do Norte. Estende-se por uma área de 15.03 km². Em 2010 a comuna tinha 5 686 habitantes (densidade: 378,3 hab./km²).